# Syzygium cordatum
Syzygium cordatum är en myrtenväxtart som beskrevs av Ferdinand von Hochstetter och Johan Carl Krauss. Syzygium cordatum ingår i släktet Syzygium och familjen myrtenväxter.

## Underarter
Arten delas in i följande underarter:
- S. c. cordatum
- S. c. shimbaense
- S. c. gracile

## Bildgalleri

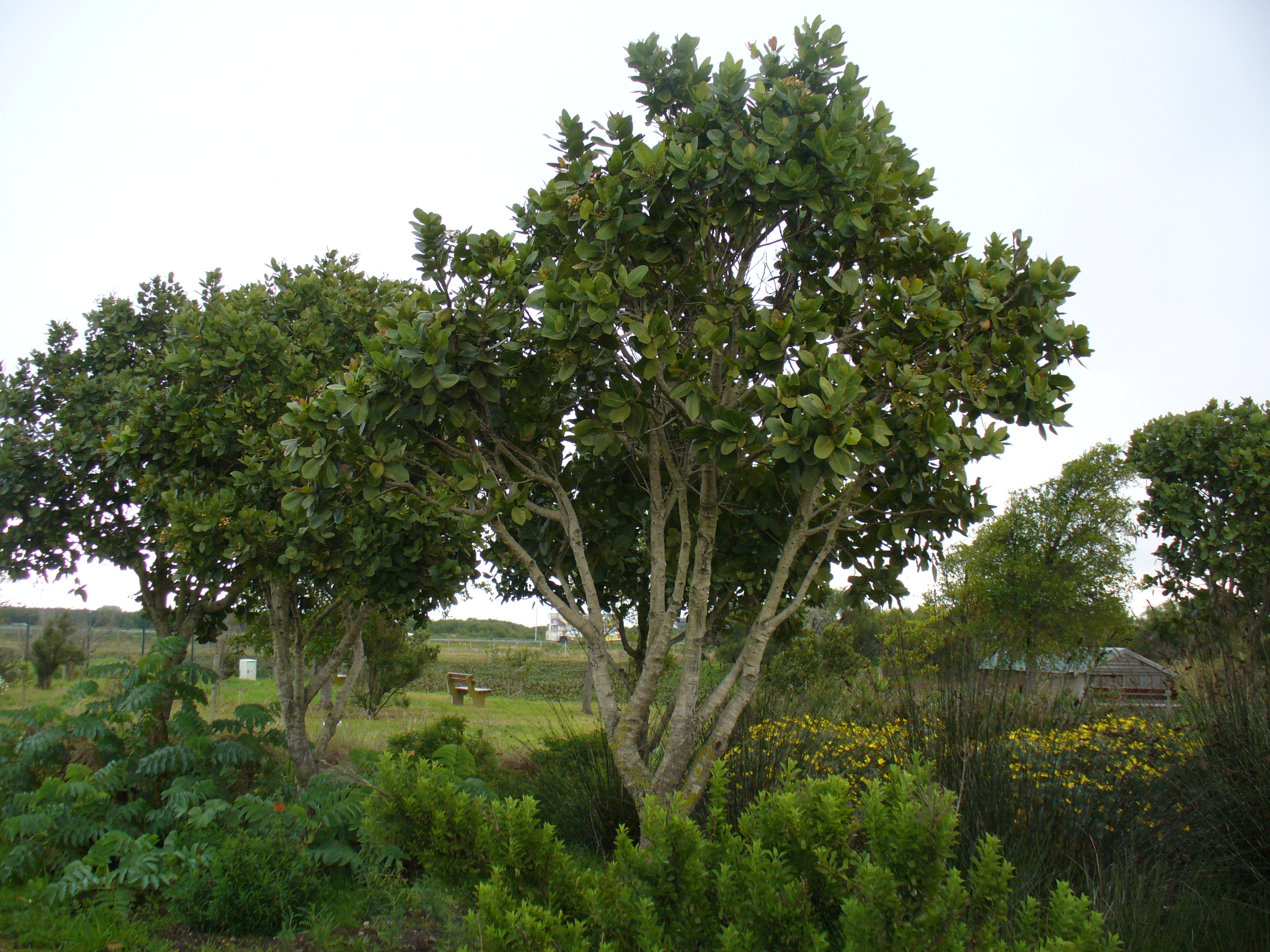
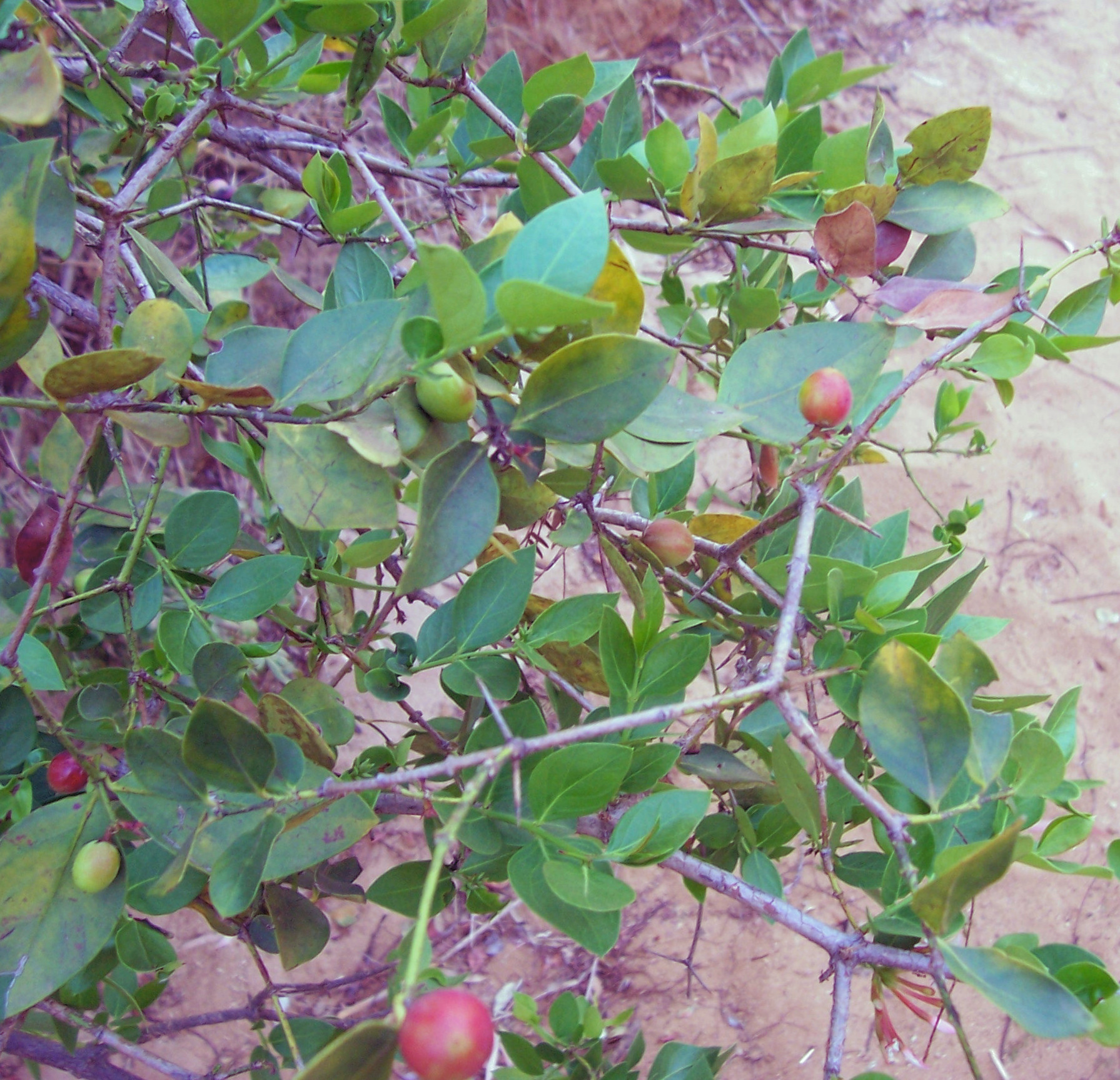
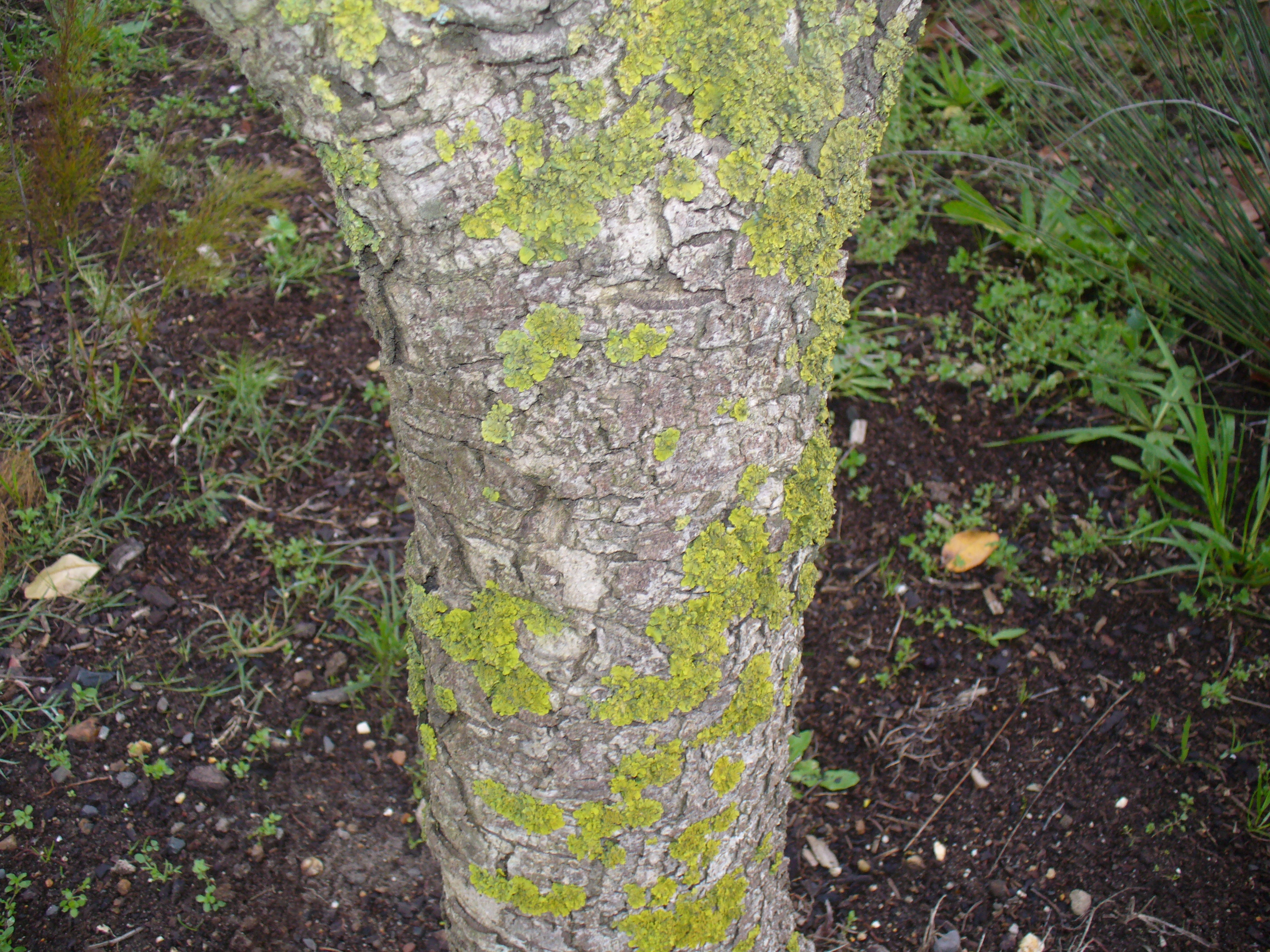
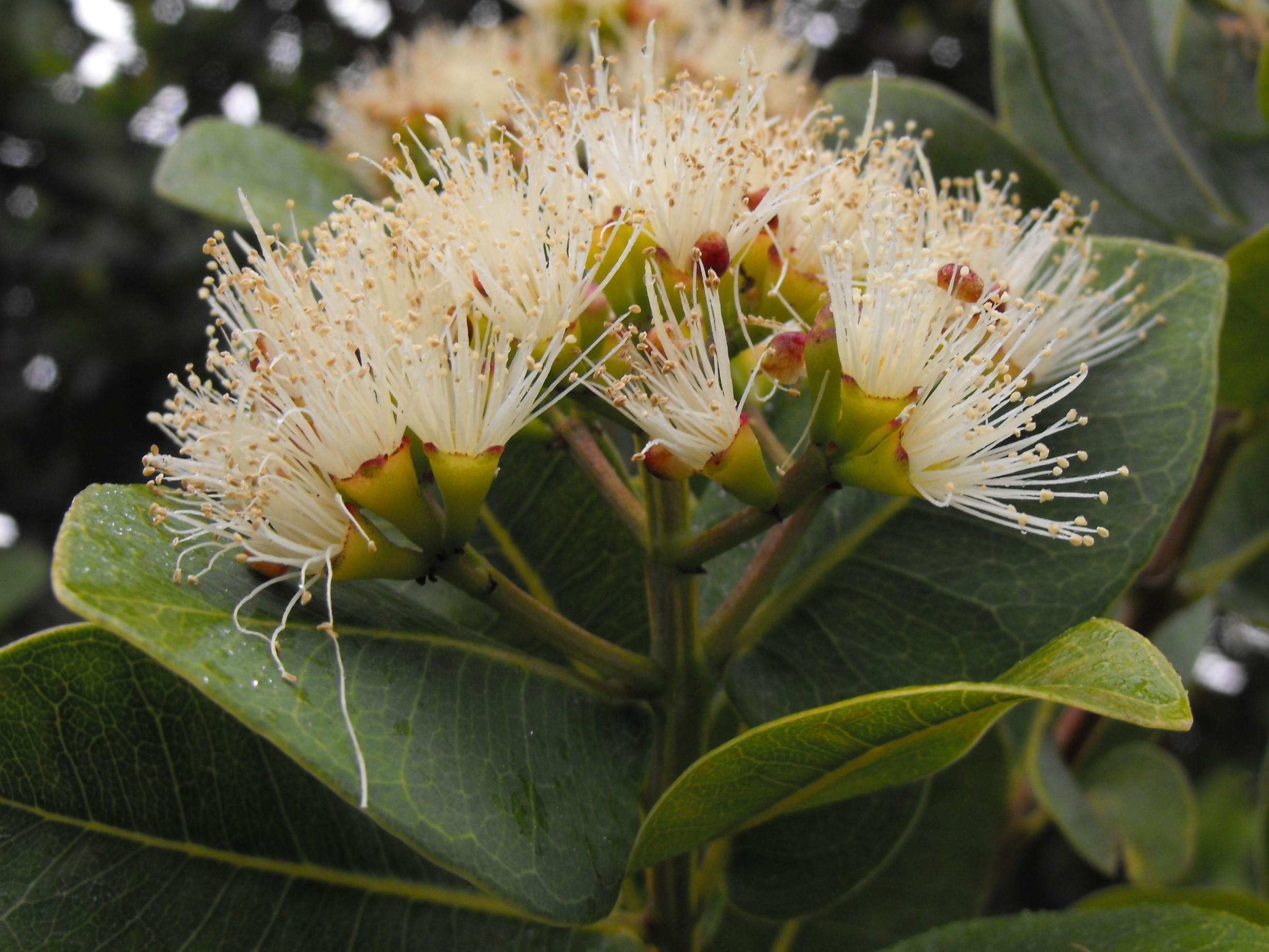
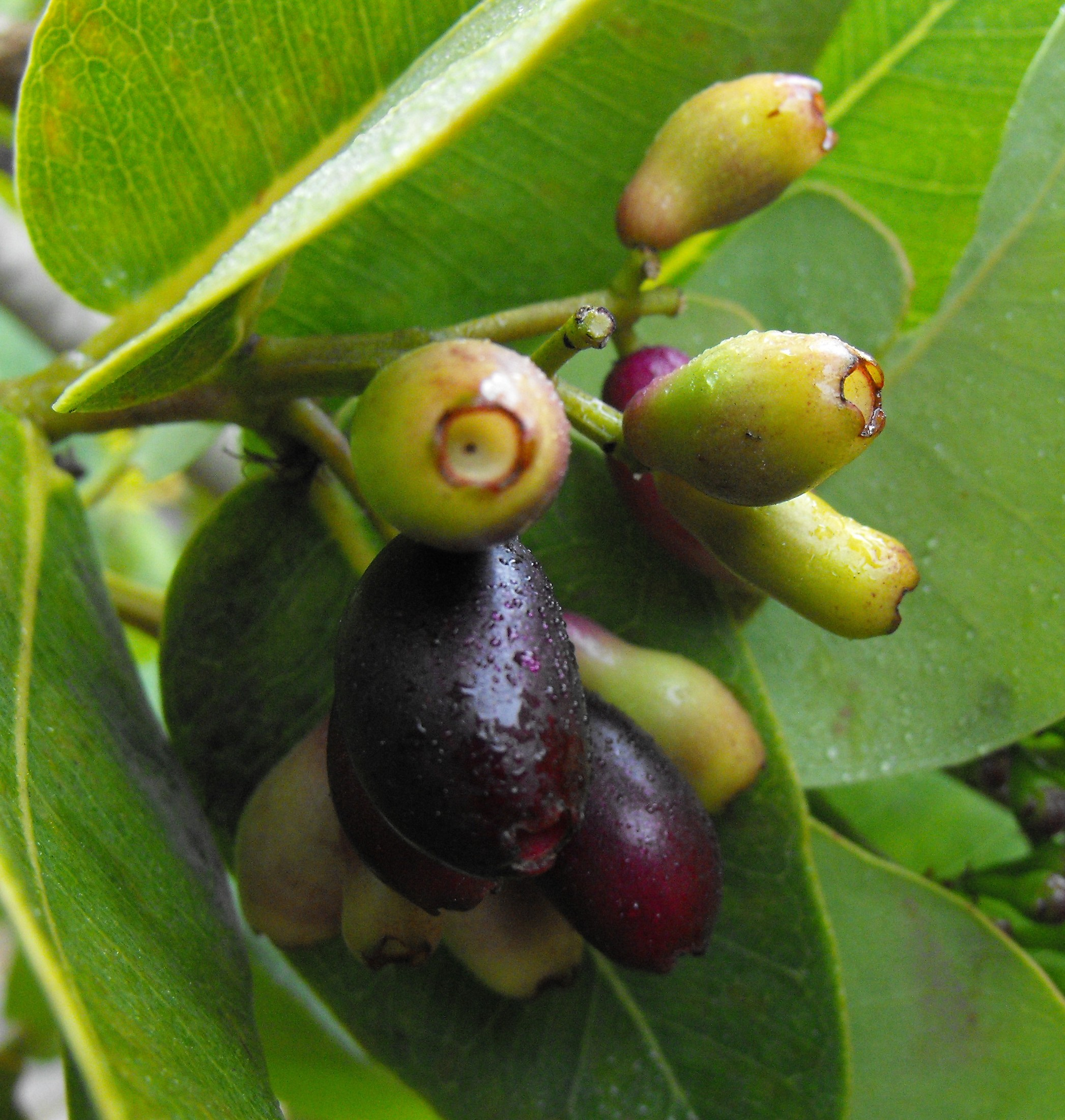
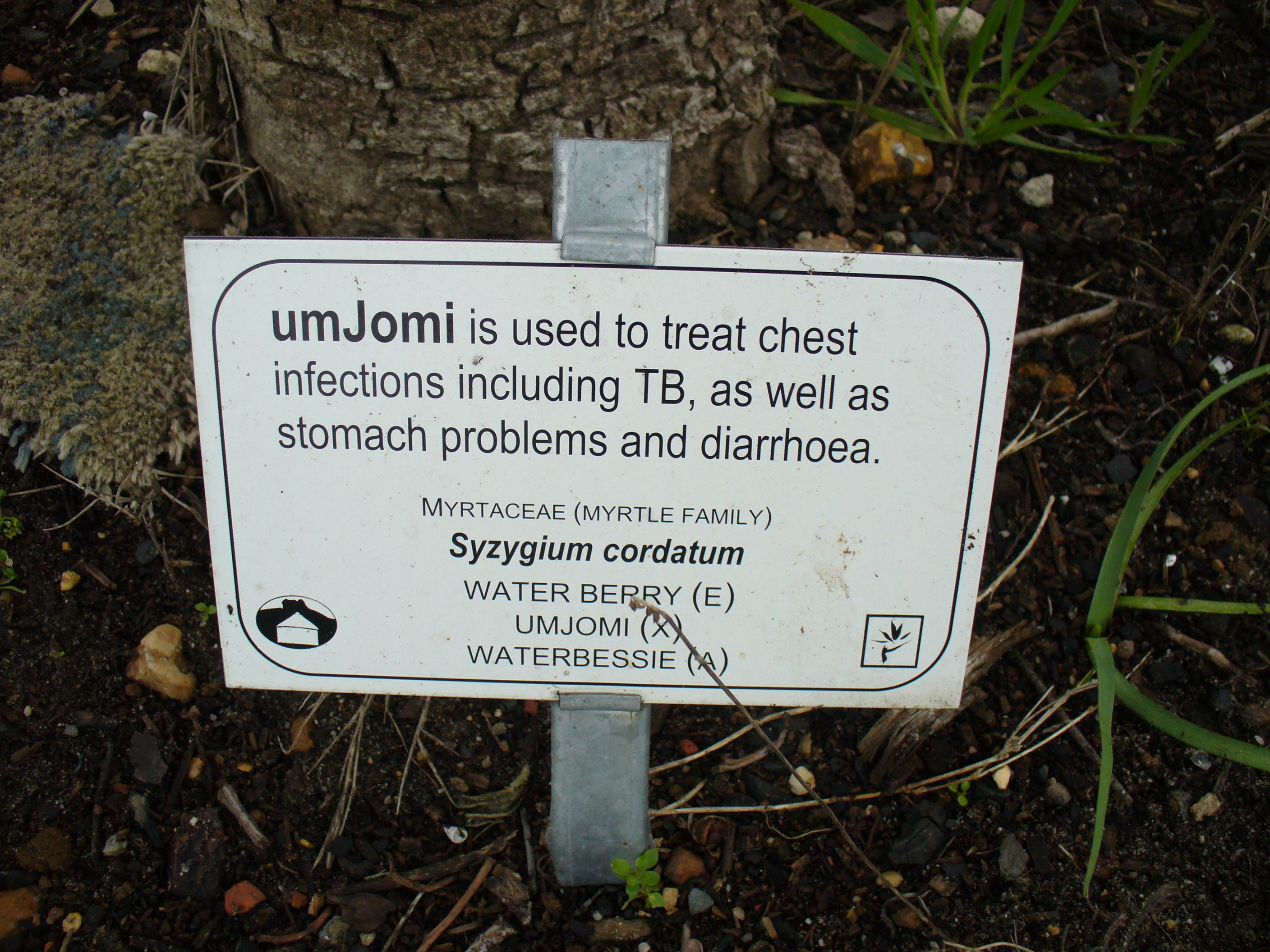